# Chiesa di San Martino Vescovo (Salizzole)
La chiesa di San Martino Vescovo è la parrocchiale di Salizzole, in provincia e diocesi di Verona; fa parte del vicariato di Bovolone-Cerea.

## Storia
La prima citazione di una cappella a Salizzole, filiale della pieve di Nogara, risale al 1144, anno in cui l'imperatore Corrado III confermò su di essa la giurisdizione dell'abbazia di Nonantola; l'anno successivo, tuttavia, papa Eugenio III, con la bolla Piae postulatio voluntatis, ne trasferì la proprietà alla diocesi di Verona.
Nel 1407 la chiesa di San Martino venne elevata al rango di pieve e negli anni successivi fu riedificata, tanto che nel 1454 il vescovo Ermolao Barbaro il Vecchio, durante la sua visita pastorale, la descrisse come "noviter constructa et optime ædificata ac ornata"; la consacrazione della pieve, da cui dipendevano le cappelle di Santa Caterina in Visegna e Santa Maria in Engazzà, venne celebrata il 4 aprile 1517.
La facciata della struttura fu rimodellata nel Settecento e, nel secolo successivo, la chiesa venne interessata da un intervento di rifacimento e di ampliamento.
In epoca postconciliare la parrocchiale fu adeguata alle nuove norme, con la rimozione delle balaustre e l'aggiunta dell'ambone e dell'altare rivolto verso l'assemblea; nel biennio 2018-19 la chiesa venne restaurata.

## Descrizione

### Esterno
La facciata a capanna della chiesa, tripartita da quattro lesene sorreggenti il frontone, presenta centralmente il portale d'ingresso architravato e sopra un arco a tutto sesto.
Annesso alla parrocchiale si erge il campanile a pianta quadrata, la cui cella presenta su ogni lato una monofora ed è coronata dalla merlatura in stile guelfo.

### Interno
L'interno dell'edificio si compone di un'unica navata, sulla quale si affacciano le cappelle laterali introdotte da archi a tutto sesto e le cui pareti sono scandite da paraste sorreggenti la trabeazione modanata e aggettante sopra la quale si imposta la volta; al termine dell'aula si sviluppa il presbiterio, rialzato di tre gradini e chiuso dall'abside di forma semicircolare.